# Міст Дона Луїша I
Міст Дона Луїша I (порт. Ponte Luís I) — залізничний, автомобільний і пішохідний міст через річку Дору в Португалії. З'єднує міста Порту і Віла-Нова-де-Гайя. Збудований за проєктом учня та компаньйона Гюстава Ейфеля Теофіла Сейріга у 1886 році. Названий на честь тодішнього короля Луїша I.

## Характеристика

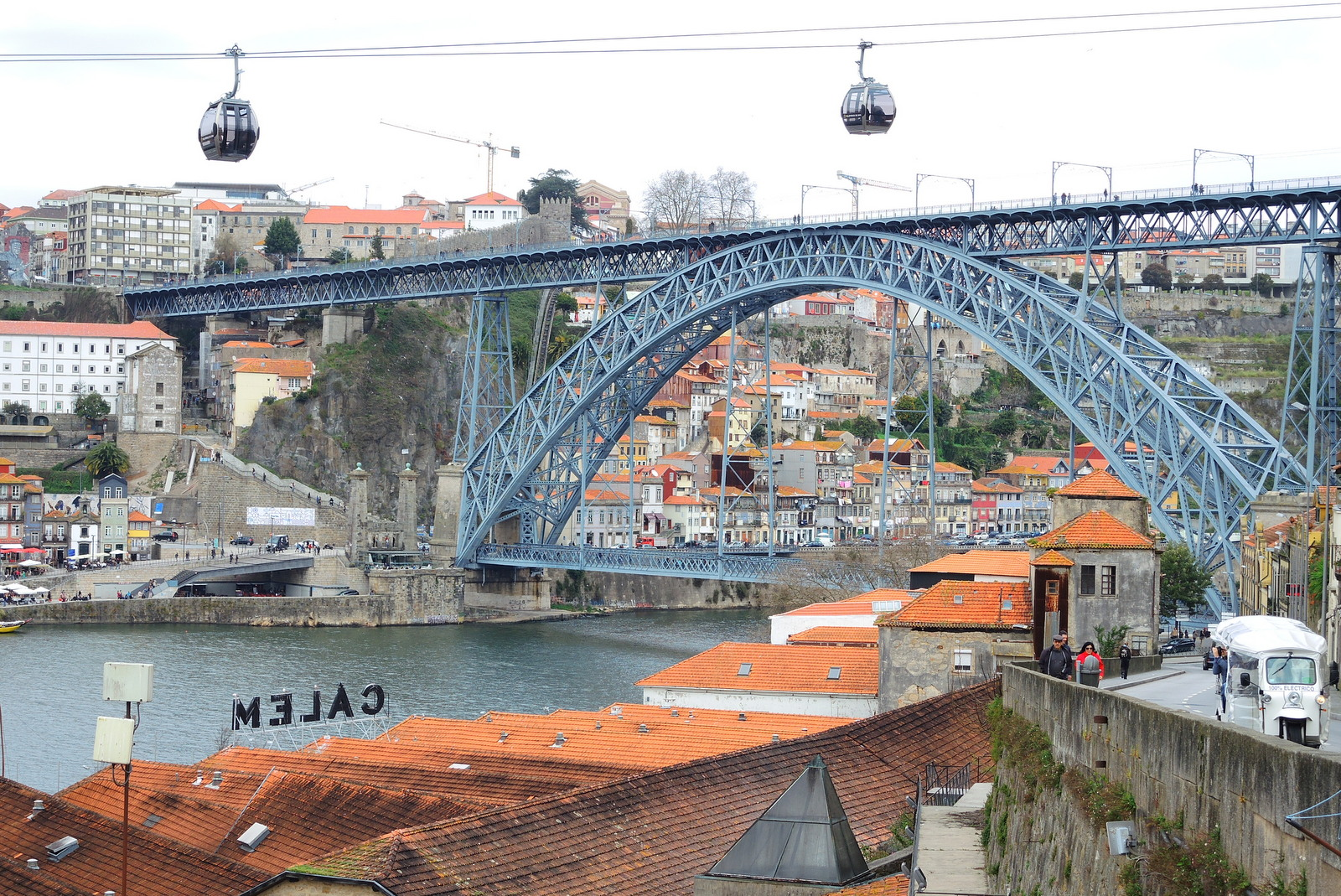
Вид на міст зі сторони Віла-Нова-де-Гайя

Довжина мосту 385,25 м, вага — 3045 тонн, довжина арочної частини — 172 м, а її висота — 44,6 м. Нижний рівень, котрий проходить над поверхнею води, з'єднує район Рібейра міста Порту та Віла-Нова-ді-Гайя. Верхний рівень використовується для зв'язку верхнього району Порту, розташованого поруч з залізничним вокзалом Сан-Бенту, з верхньою частиною Віла-Нова-ді-Гайя. З 2003 року верхня частину споруди є закритою для автомобілів і використовується швидкісним трамваєм «Метрополітен Порту» і пішоходами.